# Collinsia oatimpa
Collinsia oatimpa är en spindelart som först beskrevs av Chamberlin 1948.  Collinsia oatimpa ingår i släktet collinsior, och familjen täckvävarspindlar. Inga underarter finns listade i Catalogue of Life.